# Academimic
Academimic（アカデミミック）は東京都渋谷区を本拠地に活動するクリエイティブレーベルである。
研究とポップカルチャーの融合を掲げ、音楽家、小説家、イラストレーター、デザイナー、サイエンスコミュニケーターなど表現を中心とした多種多様な専門家から構成されている。研究をモチーフとしたコンテンツ制作が特徴的である。

## 概要
論⽂でも学会でもない新たなアウトプットを⽬指し、研究に触れてうまれた感動や想像を作品化。⼩説、⾳楽、イラスト、イベント、映像などあらゆる手段で研究機関・企業の研究・技術のコミュニケーションデザイン・ブランディングを行っている。
- 楽曲制作
- 小説制作
- イラスト制作
- イベント制作
- ミュージックビデオ制作
- ムービー制作
- ファッションデザイン
- グラフィックデザイン
- プロダクトデザイン
- ロゴデザイン
- コミュニケーションデザイン
- ポッドキャスト制作

など

## 主な展示・制作
- DESIGNART TOKYO 2023 （東京・渋谷、2023年1月)[2]
- DIG SHIBUYA（東京・渋谷、2024年1月12日-14日）[3]
- Academic Museum（東京・渋谷、2024年11月4日-11日）[4]
- Neu World[5][6]
- 雲ノ下レーベル[7][8][9]
- run_future()[10][11]

## アワード等
- 100BANCH 採択
- Shibuya Startup University 2023 採択
- DESIGNART TOKYO 2023 採択[2]
- DIG SHIBUYA 2023 採択[3]
- STUDIO DESIGN AWARD 2023 ノミネート[12]
- 超異分野学会2024 山形大学賞[13]
- NOVUS Future Design Award 2023 最優秀賞[14]
- 超知能がある未来社会シナリオコンテスト 佳作[15]
- MAU SOCIAL IMPACT AWARD グランプリ & セブン銀行特別賞[16]
- YOXO FESTIVAL FUTURE PITCH 2025 最優秀賞